# Distretto di Kitasōma
Il distretto di Kitasōma (北相馬郡, Kitasōma-gun?) è uno dei distretti della prefettura di Ibaraki, in Giappone.
Fa parte del distretto solo il comune di Tone.